# Lesser Mackellar Island
Lesser Mackellar Island ist eine Insel vor der Georg-V.-Küste im Australischen Antarktis-Territorium. Sie gehört zu den Mackellar-Inseln und liegt 3 km nördlich des Kap Denison und unmittelbar nordöstlich von Greater Mackellar Island im Zentrum der Commonwealth-Bucht.
Teilnehmer der Australasiatischen Antarktisexpedition (1911–1914) unter der Leitung des australischen Polarforschers Douglas Mawson entdeckten sie. Mawson benannte sie in Verbindung mit der Namensgebung für die gesamte Inselgruppe. Deren Namensgeber ist Campbell Duncan Mackellar (1859–1925), ein Geldgeber der Forschungsreise, der zuvor bereits an der Finanzierung der Nimrod-Expedition (1907–1909) des britischen Polarforschers Ernest Shackleton beteiligt war.